# Bobcat Stadium (San Marcos)
O Bobcat Stadium é um estádio localizado em San Marcos, Texas, Estados Unidos, possui capacidade total para 30.008 pessoas, é a casa do time de futebol americano universitário Texas State Bobcats football da Universidade Estadual do Texas. O estádio foi inaugurado em 1981.